# Jahnsita-(NaFeMg)
La jahnsita-(NaFeMg) és un mineral de la classe dels fosfats que pertany al subgrup de la jahnsita. Rep el seu nom degut al fet que és un anàleg de la jahnsita-(CaMnFe); el sufix indica la situació dels metalls.

## Característiques
La jahnsita-(NaFeMg) és un fosfat de fórmula química NaFe³⁺Mg₂Fe³⁺₂(PO₄)₄(OH)₂(H₂O)₈. Cristal·litza en el sistema monoclínic.
Segons la classificació de Nickel-Strunz, la jahnsita-(NaFeMg) pertany a «08.DH: Fosfats amb cations de mida mitjana i gran, (OH, etc.):RO₄ < 1:1» juntament amb els següents minerals: minyulita, leucofosfita, esfeniscidita, tinsleyita, jahnsita-(CaMnFe), jahnsita-(CaMnMg), jahnsita-(CaMnMn), keckita, rittmannita, whiteïta-(CaFeMg), whiteïta-(CaMnMg), whiteïta-(MnFeMg), jahnsita-(MnMnMn), kaluginita, jahnsita-(CaFeFe), jahnsita-(NaMnMg), jahnsita-(CaMgMg), manganosegelerita, overita, segelerita, wilhelmvierlingita, juonniïta, calcioferrita, kingsmountita, montgomeryita, zodacita, arseniosiderita, kolfanita, mitridatita, pararobertsita, robertsita, sailaufita, mantienneïta, paulkerrita, benyacarita, xantoxenita, mahnertita, andyrobertsita, calcioandyrobertsita, englishita i bouazzerita.

## Formació i jaciments
La jahnsita-(NaFeMg) va ser descoberta a la mina Tip Top, a la localitat de Fourmile del comtat de Custer, a l'estat de Dakota del Sud (Estats Units). També ha estat descrita a la pegmatita Angarf-Sud, a Tazenakht (Drâa-Tafilalet, Marroc) i a la pedrera Tom, a Kapunda, als monts Lofty (Austràlia Meridional, Austràlia).